# Stadio San Vito-Gigi Marulla
Stadio San Vito-Gigi Marulla – wielofunkcyjny stadion w Cosenzie, we Włoszech. Został otwarty 23 października 1964 roku. Może pomieścić 20 987 widzów. Swoje spotkania rozgrywają na nim piłkarze klubu Cosenza Calcio.
Budowa stadionu rozpoczęła się 19 stycznia 1961 roku, a oddanie obiektu do użytku nastąpiło 23 października 1964 roku. Gospodarzem areny jest klub Cosenza Calcio, który przed otwarciem obiektu występował na Stadio Emilio Morrone. Początkowo trybuny otaczały stadion z trzech stron, brakujące trybuny od strony północnej powstały w roku 1993. Oświetlenie stadionu zainaugurowano w 1983 roku. W 2015 roku obiekt nazwano imieniem byłego piłkarza Cosenzy, Gigi Marulli. Najwyższym poziomem ligowym, na którym występowała Cosenza Calcio, była Serie B, ale obiekt miał okazję gościć trzy spotkania Serie A (dwa z udziałem Catanzaro, w latach 1976 i 1983 oraz jeden z udziałem Catanii, w 1984 roku). Ponadto na obiekcie raz wystąpiła piłkarska reprezentacja Włoch, 1 listopada 1967 roku w meczu el. do ME przeciwko Cyprowi (5:0). Na stadionie organizowano także koncerty, m.in. Stinga, Deep Purple, Boba Dylana i Zucchero.